# Копальня Іту-Аба
Копальня Іту-Аба (Тайпін) — колишній гірничодобувний майданчик у Південнокитайському морі на острові Іту-Аба (Тайпін) у південній частині архіпелагу Спратлі.
Під час Першої світової війни виникли логістичні проблеми з імпортом фосфоритів до Японії, що змусило шукати нові джерела постачання. Як наслідок, компанія Rasa Island Phosphate Ore Company (вже мала копальню на острові Окідайто на схід від Окінави) відправила між 1918 та 1923 роками три експедиції на пошуки фосфоритної сировини в архіпелазі Спратлі, підсумком чого стало заснування у 1921-му копальні на острові Іту-Аба (інше джерело вказує на 1924 рік як початкову дату). Виявлений тут ресурс відносився до фосфоритного гуано (гуано, що втратило більшість азоту та перетворилось на фосфорне добриво).
Розробка велась відкритим способом, а для відвантаження продукції спорудили причал, що виступав у море на півтори сотні метрів. Є відомості, що станом на 1927 рік з Іту-Аба вивезли 26 тисяч тонн гуано.
У 1929-му видобуток на Іту-Аба припинився. Весь персонал полишив острів, на якому залишилось близько 10 тисяч тонн уже видобутого, проте так і не відправленого добрива.
Після Другої світової війни китайці вивчали можливість відновлення видобутку на Іту-Аба, проте визнали це недоцільним через погану якість ресурсу.
Можливо також відзначити, що наразі острів, який лежить за три з половиною сотні кілометрів від філіппінського Палавану та за п'ять з половиною сотень кілометрів від узбережжя В'єтнаму, контролюється Тайванем, при цьому більшу частину острова займає військовий аеродром.